# Механізм Гроттгусса

Перерозподіл протонів через водневі зв'язки між гідроксоній-іонами і молекулами води.

Механі́зм Гро́ттгусса — механізм перенесення протонів чи протонних дефектів в середовищі, де наявний водневий зв'язок. Цей механізм відіграє важливу роль при описанні перенесення протона в біологічних реакціях.

## Історія
Модель запропонував 1805 року литовський вчений Теодор фон Гроттгусс, який вперше застосував її до процесу електрохімічного розкладу води на водень і кисень. Гроттгусс уявляв молекули води у вигляді диполів, які розташовані ланцюжком між катодом і анодом електролізеру. Далі він припускав, що при електролізі позитивний кінець диполя води, який напрямлено до катода, відщеплюється і з нього утворюється водень. Аналогічно відбувається відщіплення негативного кінця диполя з утворенням кисню. Після цього відбувається перегрупування позитивних і негативних кінцівок диполя в ланцюгу. Новий ланцюг диполів виявляється орієнтованим проти зовнішнього поля і диполі переорієнтовуються. Після поповнення числа диполів за рахунок молекул води з об'єму розчину, що не знаходиться між електродами, попередній ланцюг відновлюється та процес повторюється. Коли Гроттгусс вперше опублікував свою теорію в роботі «Theory of decomposition of liquids by electrical currents» (1806) атомістика ще тільки завойовувала своє право на існування; закони електролізу залишались невідомими. Тому теорія Гротгуса була дуже сміливою та передовою для свого часу. Вона протрималась в науці понад сімдесят років, коли її змінило уявлення про йони, яке краще відображало реальність.
Цей «естафетний механізм» електропровідності має багато спільного з механізмом перенесення струму йонами Н3О+ та ОН-, але для більшості електролітів він виявився непридатним.

## Сучасність

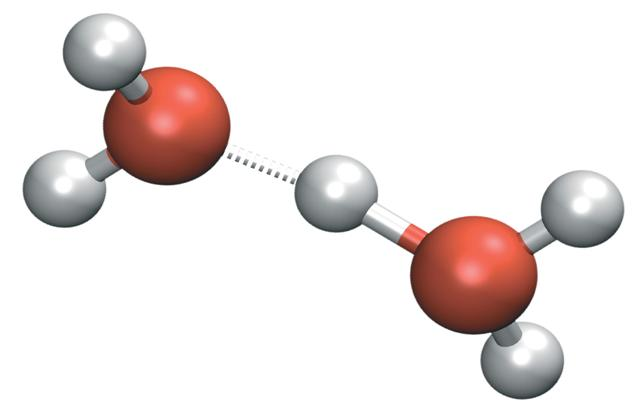
Катіон Цунделя

Нині поняття механізм Гротгуса застосовують як загальну назву для механізмів стрибка протонів. Вільні протони, завдяки своєму дуже малому радіусу в розчині моментально зв'язуються з молекулами води та утворюють йони гідроксонію (H3O+). Якщо співвідношення концентрацій дозволяють, може спостерігатися зв'язок іонів гідроксонію з декількома молекулами води. Окрім іона гідроксонію в розчині присутні катіон Цунделя (H5O2 +) та катіон Ейгена (H9O4 +). Перенесення протона зумовлене взаємодією між цими двома катіонами, але механізм перенесення досі не встановлено. Найвірогіднішими є два механізми:
1. Ейген-Цундель-Ейген, згідно з даними ЯМР-спектроскопії[2].
2. Цундель-Цундель, відповідно до моделювання молекулярної динаміки.

## Спрощений механізм
Молекули води здатні до іонізації з утворенням іона водню (протона) і гідроксильних іонів:
H2O  H+ + OH−
Хоча Н+ в реакції є продуктом дисоціації, однак, в реальності вільних протонів в розчині не існує. Утворені іони водню одразу ж гідратуються в іони гідроксонію Н3О+, це відбувається миттєво внаслідок водневих зв'язків між молекулами води.
Рух протона на далеку відстань сам по собі є неможливим. Але через наявність великого числа протонів між молекулами води, пов'язаних водневими містками, може спостерігатися картина, коли в доволі короткий час відбувається "стрибок протона" на великі відстані.
У результаті високої мобільності Н+, кислотно-основні реакції у водному розчині, як правило, виключно швидкі. Стрибок протона пояснюється високою іонною рухливістю іонів Н+ в порівнянні з іншими одновалентними катіонами, такими як Na+ або K+.
Механізм Гротгуса оснований на припущенні, що це не один конкретний перехід протона від однієї молекули до іншої, а що стрибок протона до однієї молекули призводить до стрибка іншого протона з цієї молекули.

## Аномальна рухливість іонів
Механізм Гротгуса' пояснює аномально великі значення коефіцієнтів дифузії протонів в порівнянні з коефіцієнтами дифузії різноманітних йонів.
В таблиці наведено коефіцієнти дифузії катіонів, пов'язані з тепловими коливаннями (Броунівський рух).
| Катіон | Рухомість, см2·В−1·с−1 |
| ------ | ---------------------- |
| NH4+   | 0,763·10−3             |
| Na+    | 0,519·10−3             |
| K+     | 0,762·10−3             |
| H+     | 3,62·10−3              |